# 맨?
《맨?》은 1995년에 개봉한 대한민국의 영화이다.

## 배역
- 여균동 : 성성이 역
- 조민수 : 미아 역
- 유오성 : 성충도 역
- 한상인 : 어린 충도 역
- 양희경 : 엄마 역
- 문성근 : 목소리 출연